# Plesiomonas
Genre
Plesiomonas est un genre de bacilles Gram négatifs (BGN) de la famille des Enterobacteriaceae. Son nom, composé du grec plêsios (πλησίος : proche, voisin) et du latin monas (unité, monade), peut se traduire par « groupe voisin ». Il fait référence à sa proximité avec le genre Aeromonas.
En 2022 c'est un genre monospécifique, l'unique espèce connue Plesiomonas shigelloides corrig. (Bader 1954) Habs and Schubert 1962 étant également l'espèce type du genre.

## Taxonomie
Jusqu'en 2016 ce genre était rattaché par des critères phénotypiques à la famille des Enterobacteriaceae. Malgré la refonte de l'ordre des Enterobacterales par Adeolu et al. en 2016 à l'aide des techniques de phylogénétique moléculaire, Plseiomonas reste dans la famille des Enterobacteriaceae dont le périmètre redéfini compte néanmoins beaucoup moins de genres qu'auparavant.